# マンフレート・ヴォルケ

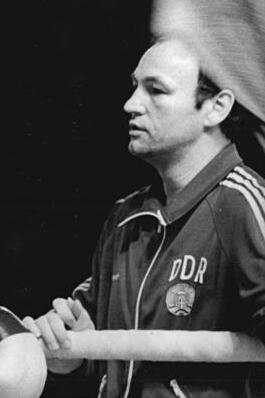
1983年

マンフレート・ヴォルケ（Manfred Wolke、1943年1月14日 - 2024年5月29日）は、ドイツの元ボクサー。
バーベルスベルク出身。1968年メキシコシティーオリンピックのボクシングウェルター級で金メダルを獲得している。

## 生涯
1968年のメキシコシティオリンピックで東ドイツ代表として出場、決勝でカメルーンのジョゼフ・ベサラを4-1のスコアで破り金メダルを獲得した。
1972年ミュンヘンオリンピックにも出場したが、キューバのEmilio Correaに敗れてメダルを獲得することはできなかった。
現役引退後はトレーナーとなり、アクセル・シュルツやヘンリー・マスケなどを育て上げた。
2024年5月29日にフランクフルトで病気により死去。81歳没。